# Тома, Леон-Бенуа-Шарль
Леон-Бенуа-Шарль Тома (фр. Léon-Benoît-Charles Thomas; 29 мая 1826, Паре-ле-Моньяль, королевство Франция — 9 марта 1894, Руан, Франция) — французский кардинал. Епископ Ла-Рошели с 27 марта 1867 по 24 марта 1884. Архиепископ Руана с 24 марта 1884 по 9 марта 1894. Кардинал-священник с 16 января 1893, с титулом церкви Санта-Мария-Нуова с 15 июня 1893.